# Kaushiki Chakrabarty
Kaushiki Chakrabártý (Bengalí: চক্রবর্তী) (Calcuta, 24 de octubre de 1980) es una destacada cantante de música clásica india.

## Biografía y carrera
Chakrabarty nació en 1980 en Calcuta, India, Asia. Es hija de Chandana Chakraborty y del famoso cantante indio de música clásica Ajoy Chakraborty. A los siete años, comenzó a aprender música clásica en una academia de Pandit Jnan Prakash Ghosh. Más adelante se unió a "ITC Sangeet Research Academy".
En 2002, se graduó de la Escuela Superior de Jogamaya Devi, donde obtuvo una licenciatura en filosofía. 
Kaushiki ha participado en nunerosos conciertos importantes, incluyendo la Conferencia de Música Dover Lane, el ITC Sangeet Sammelan de la India, el Festival de Primavera de Música (California) y Parampara Program (Los Ángeles).

## Vida personal
Ella está casada con Parthasarathi Desikan y tienen un hijo llamado Rishith.

## Premios y nominaciones
- Jadu Bhatta (1995)
- Outstanding Young Person (2000)
- BBC Award (2005)[1]

## Actuaciones
MTV Coke Studio - Season 2 - Song Name - Lagi Lagi ( With Shantanu Moitra & Swanand Kirkire)